# Xã Perry, Quận Lawrence, Indiana
Xã Perry (tiếng Anh: Perry Township) là một xã thuộc quận Lawrence, tiểu bang Indiana, Hoa Kỳ. Năm 2010, dân số của xã này là 2.259 người.